# Agrotis subandina
Agrotis subandina är en fjärilsart som beskrevs av Köhler 1945. Agrotis subandina ingår i släktet Agrotis och familjen nattflyn. Inga underarter finns listade i Catalogue of Life.